# PDCurses
PDCurses는 도스, 윈도우, X11, SDL용 퍼블릭 도메인 curses 프로그래밍 라이브러리이다. 원래의 curses 라이브러리가 1990년대 중반에 개발이 중단되는 동안 ncurses와 PDCurses의 개발이 계속되었다. PDCurses는 원래의 X/Open 및 시스템 V R4 curses에서 사용할 수 있던 명령어 대부분을 갖추고 있다. 1987년에 개발이 시작된 뒤로 THE 편집기를 지원하게 되었다. 이러한 플랫폼들을 위한 수많은 컴파일러들을 지원한다. X11 포팅을 통해, 기존의 텍스트 모드 curses 프로그램을 다시 컴파일하여 순수 X11 응용 프로그램을 만들 수 있게 하고 있다.

## 같이 보기
- ncurses
- curses